# Émile Gentil

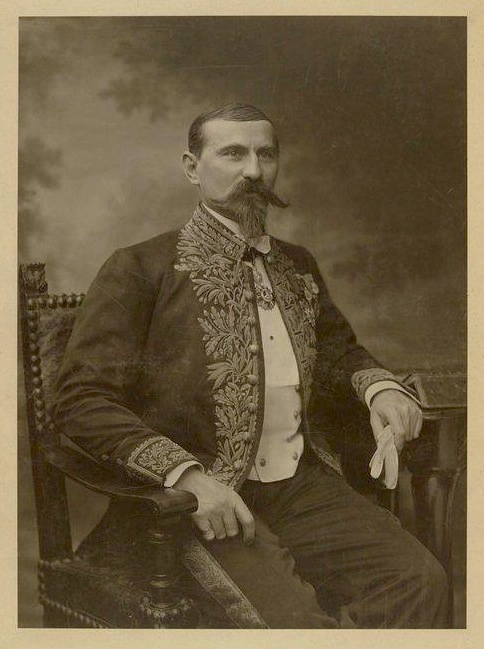
Émile Gentil, nombrado Comisario General del Congo francés en 1902, fotografiado por Nadar.

Cabeza de Rabih, un trofeo de guerra después de la lucha del 22 de abril de 1900.

Émile Gentil (Volmunster, 4 de abril de 1866 – Burdeos, 30 de marzo de 1914) fue un oficial de la marina, líder militar, explorador y administrador colonial francés, recordado por haber encabezado dos misiones militares para conquistar y consolidar los territorios al norte del moderno Gabón hasta el lago Chad.

## Biografía

### Primeros años
Nacido en Volmunster, en el departamento de Mosela, más tarde asistió a la École Navale en el puerto bretón de Brest, la escuela que formaba a los oficiales navales franceses. 
Ya como alférez, fue asignado para llevar a cabo sondeos hidrográficos a lo largo de la costa gabonesa desde 1890 a 1892. En 1892 se incorporó a la administración colonial francesa en Gabón.

### Primera misión en África, 1895–1897
En 1895, a Gentil se le ordenó encontrar una ruta práctica desde el Gabón hasta el lago Chad, con la intención de reclamar el área entre ambos para Francia, y por lo tanto frustrar la expansión alemana y británica.  
En julio de 1895, Gentil remontó el río Congo en un vapor montado para esa ocasión, el Léon-Blot. Después, la embarcación fue desmontada y transportada por trabajadores africanos a través de la selva hasta llegar a los tramos navegables del río Ubangui. La misión navegó el Ubangui y luego transportó de nuevo el barco por tierra hasta la cuenca del río Chari, que desde ahí se dirigía hacia el norte hasta desaguar en el lago Chad. 
Fundó una estación francesa en Fort-Archambault (hoy Sarh), unos 5 km aguas arriba de la confluencia del Chari con el río Ouham, cerca de Kouno, una de las principales ciudades del sultán Rabih az-Zubayr (ahora en la región de Chari-Baguirmi, en Chad). Su compañero de expedición, Pierre Prins, quedó como residente de Francia para esta región chadiana.
En octubre de 1897 convenció al sultán Abd ar Rahman Gwaranga para que suscribiese un tratado de alianza que confiaba a Francia un protectorado sobre el reino de Baguirmi, que luego fue amenazado por Rabih az-Zubayr, el gobernante más poderoso de la cuenca del Chad. La misión de Gentil pasó por el territorio de Rabih az-Zubayr, alcanzando el lago Chad el día 28. Regresó enseguida a Francia.

### Segunda misión en África, 1899 (Misión Gentil)
Después de regresar de Francia, donde presionó con éxito al gobierno para que apoyase una mayor expansión, Gentil hizo los preparativos para una segunda misión para apoderarse de la región Chari-Baguirmi y el área alrededor del lago Chad desde el territorio de Rabih az-Zubayr. En 1899–1900, los franceses organizaron tres columnas armadas: la Misión Gentil, que procedió al norte desde el Congo francés; la infame Misión Voulet-Chanoine, que avanzaría al este desde Níger; y la Misión Foureau-Lamy, que llegaría desde Argelia en dirección sur. El objetivo era vincular todas las posesiones francesas en el África occidental.
Una vez más con el apoyo del barco de vapor Léon-Blot, la fuerza de Gentil, en la que participaban también los admnistradores coloniales Georges Bruel y Charles Perdrizet, se dirigió a la estación francesa en Fort-Archambault, desconociendo que una expedición militar anterior comandada por el teniente de navío Henri Bretonnet y el teniente Salomón Braun, junto con fuerzas baguirmi del sultán Gaourang, habían sido aniquiladas por las fuerzas de Rabih en la batalla de Togbao el 17 de julio. El 16 de agosto, uno de los tres tiradores senegaleses que habían sobrevivido alcanzó la columna de Gentil y le informó de la batalla.
Su objetivo pasó a ser reprimir a Rabah, ya que Gaourang requirió su ayuda en virtud del tratado de protectorado. En agosto de 1899 se encontró con el sultán Gaoura. En octubre de 1899, la Misión Gentil, una fuerza de 344 soldados, atacó la ciudad de Kouno, donde estaba la mayor guarnición de Rabih, en la que se conoce como batalla de Kouno. Los franceses atacaron desde el río, con los cañones montados en el vapor Léon-Blot y luego por tierra, sufriendo muchas perdidas (46 hombres).  No pudieron tomar la ciudad, defendida por más de 2700 tiradores y más de 20 000 auxiliares, pero causaron numerosas bajas antes de decidir retirarse y regresar sin problemas a Fort-Archambault. Luego siguieron su avance y se reunieron en Mandjafa, en abril de 1900, en lo que hoy es el norte de Camerún, con la Misión Foureau-Lamy y la Misión Joalland-Meynier. Las tres columnas comandadas por el mayor Amédée-François Lamy se enfrentaron el 22 de abril de 1900, en la batalla de Kousséri, a Rabih az-Zubayr, que aún controlaba la mayor parte de Chad. Los franceses ganaron la confrontación final y en ella murió el comandante Lamy, tomando el mando Gentil. Con esta batalla los franceses se aseguraron el control de la mayor parte de la cuenca del Chad, ya que aunque el hijo de Rabih sucedió a su padre, su imperio pronto se desintegró bajo la sostenida expansión francesa.
El 29 de mayo de 1900 Émile Gentil fundó Fort-Lamy, en memoria del fallecido comandante, que desde septiembre de ese mismo año pasará a ser la capital del nuevo territorio militar francés del Chad, y que llegará a convertirse en la actual capital de Chad. En 1973 la República de Chad renombró la ciudad como N'Djamena.
La expedición original había ahora logrado todos sus objetivos principales: la reunión con la misión Foureau-Lamy; la destrucción del imperio de Rabih; y el levantamiento topográfico de las tierras que hoy forman parte del norte de Nigeria y de Níger, lo que contribuyó a una delimitación más clara de las fronteras coloniales franco-británicas.

### Gobernación del Congo francés
En febrero de 1902 Gentil fue nombrado Comisario general del Gobierno francés en el Congo, con residencia en Brazzaville. Hostil a la misión Brazza, llegó a investigar en 1905 los abusos de los franceses en el entorno de los pueblos indígenas. Maltratado por la prensa en el asunto de las masacres del Congo, pero exonerado por la comisión Lanessan, Gentil permaneció en el cargo y organizó las cuatro circunscripciones de Gabón, Congo Medio, Ubangi-Chari y Chad, que formaron el África Ecuatorial Francesa. Dejó África en 1910.
El conjunto de estas misiones ha sido consignado en las «Comptes rendus de la Société de Géographie».

## Reconocimientos
El gobierno francés le honró nombrando un puerto marítimo establecido en la desembocadura del río Ogooué, Port-Gentil, ahora la segunda ciudad más grande de Gabón.
Un tipo de flor del género de las lilas fue nombrada en su honor, Syringa 'Emile Gentil'.